# Commission nationale de la déontologie et des alertes en matière de santé publique et d'environnement
La Commission nationale de la déontologie et des alertes en matière de santé publique et d'environnement (cnDAspe) est une commission consultative chargée de veiller d'une part aux règles déontologiques s'appliquant à l'expertise scientifique et technique dans le domaine de la santé publique et de l'environnement. La cnDAspe est d'autre part chargée du traitement des alertes reçues de la société civile en matière de santé publique et d'environnement.
Elle a été créée par la loi du 16 avril 2013 relative à l'indépendance de l'expertise et à la protection des lanceurs d'alerte en matière de santé publique et d'environnement, dite « Loi Blandin », du nom de son autrice, la sénatrice Marie-Christine Blandin. Elle a été installée le 16 janvier 2017.

## Missions
La création de la Commission nationale de la déontologie et des alertes en matière de santé publique et d'environnement (cnDAspe) vise à réduire le risque de conflit d'intérêts dans la conduite de l'expertise publique en matière de santé publique et d'environnement et à renforcer la vigilance de la société civile dans ces domaines. Historiquement, la création de la commission s'inscrit dans le contexte des crises politique et scientifique nées des suites de l'Affaire du Mediator. Celle-ci a mis en lumière des défaillances dans les pratiques de l'expertise publique et la nécessité de mieux protéger les lanceurs d'alerte.
Plusieurs dispositions visent à mieux prévenir les incidents et crises sanitaires ou environnementales pouvant résulter soit d'une mauvaise prise en charge des alertes, soit d'une information déficiente des décideurs publics.
Tout d'abord, la commission accompagne les organismes publics d'expertise et de recherche scientifique et technique, dans l'amélioration continue de leurs pratiques en termes de déontologie et d'ouverture à la société civile.
Elle transmet également aux autorités publiques des « signalements » issus de la société civile, portant sur des menaces ou sur des dégâts sanitaires ou environnementaux. Pour ce faire, elle met à disposition du public un site Internet sécurisé permettant le recueil des signalements.
La commission assure le suivi des signalements qu’elle transmet aux autorités publiques compétentes et veille à ce que ces dernières répondent de manière appropriée aux signalements évocateurs d'alertes.

## Cadre juridique
Deux décrets d'application de la loi du 16 avril 2013 ont été publiés en décembre 2014, l'un relatif à la composition et au fonctionnement de la Commission, et l'autre fixant la liste des établissements et organismes publics qui doivent tenir un registre des alertes en matière de santé publique et d'environnement.
La loi no 2016-1691 du 9 décembre 2016 relative à la transparence, à la lutte contre la corruption et à la modernisation de la vie économique, dite loi « Sapin 2 », a abrogé deux articles de la loi de 2013, réduisant ainsi les missions qui étaient dévolues à la cnDAspe. Par ailleurs, la protection du lanceur d'alerte a été confiée au Défenseur des Droits. Ces dispositions ont été critiquées par Marie Christine Blandin.
La loi du 16 avril 2013 relative à l'indépendance de l'expertise et à la protection des lanceurs d'alerte en matière de santé publique et d'environnement, intègre le Comité de la prévention et de la précaution (CPP) placé auprès du ministre chargé de l'environnement à la cnDAspe, dont il devient un comité spécialisé de la cnDAspe.

## Composition de la Commission
La commission comprend 22 membres titulaires et 11 suppléants, tous bénévoles et issus d'une variété d'institutions et de parties prenantes. Ils sont nommés par arrêté du ministre chargé de l'environnement pour une durée de quatre ans. Ils sont irrévocables et peuvent voir leur mandat renouvelé une fois.
Sa composition est définie par les articles 1 et 2 du décret no 2014-1629 du 26 décembre 2014 qui assure une représentation diversifiée et une parité entre les femmes et les hommes.

### Modalités de nomination des membres de la Commission
La composition des membres de la Commission est accessible publiquement.
| Entité                                                                                  | Nombre de membres | Modalité de nomination                                       |
| --------------------------------------------------------------------------------------- | ----------------- | ------------------------------------------------------------ |
| Assemblée nationale                                                                     | 2                 | Désignation par le président de l'Assemblée nationale        |
| Sénat                                                                                   | 2                 | Désignation par le président du Sénat                        |
| Cour de cassation                                                                       | 1                 | Désignation par le premier président de la Cour de Cassation |
| Conseil économique, social et environnemental (CESE)                                    | 4                 | Désignation par le président du CESE                         |
| Comité consultatif national d'éthique pour les sciences de la vie et de la santé (CCNE) | 1                 | Désignation par le président du CCNE                         |

| Entité                                                                                      | Nombre de membres | Modalités de nomination                  |
| ------------------------------------------------------------------------------------------- | --- | ---------------------------------------- |
| Défenseur des droits                                                                        | 1 personnalité qualifiée dans le domaine de l'éthique et de la déontologie                                                    | Proposition par la Défenseure des droits |
| Ministère chargé du travail                                                                 | 1 personnalité qualifiée dans le domaine du droit du travail                                                                  | Proposition par le ministre              |
| Ministère chargé de l'environnement                                                         | 1 personnalité qualifiée dans le domaine du droit de l'environnement                                                          | Proposition par le ministre              |
| Ministère chargé de la santé                                                                | 1 personnalité qualifiée dans le domaine du droit de la santé publique                                                        | Proposition par le ministre              |
| Ministère chargé de la recherche                                                            | 1 personnalité qualifiée dans le domaine de l'éthique des sciences                                                            | Proposition par le ministre              |
| Ministère chargé de l'agriculture                                                           | 1 personnalité qualifiée dans le domaine de l'alimentation, de la santé publique vétérinaire ou de la protection des végétaux | Proposition par le ministre              |
| Agence nationale de sécurité sanitaire, de l'alimentation, de l'environnement et du travail | 1 personnalité qualifiée dans le domaine de l'évaluation des risques                                                          | Proposition par le directeur général     |
| Agence nationale de sécurité du médicament et des produits de santé                         | 1 personnalité qualifiée dans le domaine de l'évaluation des risques                                                          | Proposition par le directeur général     |
| Agence nationale de santé publique                                                          | 1 personnalité qualifiée dans le domaine de l'évaluation des risques                                                          | Proposition par le directeur général     |
| Institut national de la santé et de la recherche médicale                                   | 1 personnalité qualifiée dans le domaine de la santé publique et de l'environnement                                           | Proposition par le président             |
| Centre national de la recherche scientifique                                                | 1 personnalité qualifiée dans le domaine des sciences sociales                                                                | Proposition par le président             |

Ces établissements fournissent une liste de personnalités proposées à parité de genre.
Tous les membres de la commission doivent remplir une déclaration d'intérêt qui est rendue publique sur son site Internet.

### Présidence
Le président et le vice-président de la commission sont nommés parmi les membres de la commission. Leur mandat est de quatre ans, renouvelable une fois, arrêté par le ministère chargé du développement durable.
Après le mandat de Marie-Christine Blandin (2017), le président actuel est le professeur Denis Zmirou-Navier. Agnès Popelin est  vice-présidente,.

## Activités
La Commission agit dans quatre domaines:
- la déontologie de l'expertise scientifique et technique en matière de santé et d'environnement[15]. Elle émet des recommandations sur les règles déontologiques se rapportant à l'expertise dans ces domaines, est consultée sur les codes de déontologie des organismes publics concernés et est destinataire du rapport annuel de leur comité de déontologie ;
- les bonnes pratiques, en France ou à l'étranger, concernant les dispositifs de dialogue entre les organismes scientifiques et techniques et la société civile sur les procédures d'expertise et les règles de déontologie qui s'y rapportent, pour lesquelles elle émet des recommandations ;
- le suivi de la mise en œuvre des procédures d'enregistrement et de l'instruction des alertes par les établissements et organismes publics qui lui transmettent un bilan annuel ;
- le traitement des alertes dont elle est saisie ou dont elle s'autosaisit[16].

La Commission établit chaque année un rapport adressé au Parlement et au Gouvernement. Le rapport annuel évalue les suites données aux recommandations émises par la cnDAspe et aux alertes dont elle a été saisie, ainsi que la mise en œuvre des procédures d'enregistrement des alertes par les établissements et organismes publics d'expertise et de recherche scientifique et technique dans les domaines de la santé et de l'environnement. Ce rapport peut comporter des recommandations sur les réformes qu'il conviendrait d'engager pour améliorer le fonctionnement de l'expertise scientifique et technique et la gestion des alertes.

## Modalités de saisine

### Périmètre des signalements pris en compte par la Commission

#### Définition d'une alerte
Selon la loi Sapin II, une alerte est la révélation ou le signalement, de manière désintéressée (notamment sans contrepartie financière) et de bonne foi d'un crime ou d'un délit.
Elle peut aussi concerner une violation grave et manifeste d'une loi ou d'un règlement ou d'un texte européen ou international applicable en France.
Enfin elle peut désigner une menace ou préjudice graves pour l'intérêt général (dont font partie les menaces et préjudices dans les domaines portant sur la santé publique et l'environnement).

#### Domaines pour lesquels la commission a sollicité les autorités territoriales et a saisi ministérielles compétentes
La cnDAspe peut être saisie uniquement dans les domaines de l'environnement ou la santé. Cela peut concerner par exemple l'utilisation de certaines substances suspectées de présenter des risques pour l'homme ou pour d'autres espèces vivantes: par exemple, certaines familles de produits phytosanitaires,, le stockage par une entreprise de matières inflammables en quantités excédant les limites autorisées, ou l'élimination directe dans les milieux de déchets industriels. Cela peut également concerner l'environnement de travail, les milieux de vie, les produits de consommation (dont les médicaments) ou encore les procédures de soins.
| Nature des effets indésirables observés ou redoutés signalés aux autorités ministérielles                 |
| --- |
| Contamination des sols                                                                                    |
| Menaces sur la santé ou la sécurité des riverains d'activités industrielles                               |
| Menaces sur la santé ou la sécurité des collaborateurs d'une entreprise, de ses clients ou sous-traitants |
| Pollution des ressources en eau douce ou de milieux marins                                                |
| Pollution de l'air                                                                                        |
| Menaces sur la santé ou la sécurité des consommateurs ou des bénéficiaires d'une technologie médicale     |

### Procédure de saisine

#### Nature des entités pouvant saisir la Commission
Selon l'article 4 de la loi Blandin, la Commission peut être saisie par un membre du gouvernement, un député ou un sénateur ; une association de défense des consommateurs ; une association de protection de l'environnement ; une association ayant une activité dans le domaine de la qualité de la santé et de la prise en charge des malades; une organisation syndicale représentative au niveau national ou une organisation interprofessionnelle d'employeurs; l'organe national de l'ordre d'une profession (si elle relève des secteurs de la santé et de l'environnement) et un établissement ou un organisme public ayant une activité d'expertise ou de recherche dans le domaine de la santé ou de l'environnement.
Les personnes physiques ne peuvent normalement pas saisir directement la commission. Cependant, il existe des exceptions.
En premier lieu, l'article 8 de la loi Sapin II prévoit qu'en cas de « danger grave et imminent » ou « en présence d'un risque de dommages irréversibles », les individus peuvent rendre public sans délai leur signalement ; ils peuvent aussi solliciter la Commission.  
Il est également possible à un salarié ou collaborateur d'une entreprise, d'une collectivité territoriale ou d'un établissement public d'expertise scientifique ou technique de solliciter la Commission en cas de manquement de son employeur (absence de réponse de ce dernier au bout de trois mois).
La commission a aussi le pouvoir de s'auto-saisir, notamment en réponse à des signalements qu'elle juge révélateurs de véritables alertes ou sur des questions concernant le fonctionnement de l'expertise publique en matière de santé publique et d'environnement.

#### Étapes de l'instruction
L'instruction se déroule en trois temps.
Tout d'abord, un examen administratif qui vise à vérifier que le dossier transmis à la commission est complet, avec si besoin demande d'informations complémentaires à l'auteur du signalement.
Ensuite, l'analyse du dossier, qui est discuté en session plénière de la cnDAspe. Les sessions de la cnDAspe ont lieu toutes les quatre à six semaines. Les membres de la Commission présentant un lien d'intérêt avec un point à l'ordre du jour ne peuvent participer à la discussion du sujet ni siéger.
Enfin, une décision de la cnDAspe est rendue concernant les suites à donner au signalement.

#### Suites possibles données au signalement
Quatre types de suites sont possibles, selon les éléments fournis dans les signalements et les critères d'appréciation de la commission.
Tout d'abord, la commission peut orienter l'auteur du signalement vers une autorité apte à répondre au motif de signalement (comme le maire par exemple). Elle peut également décider d'adresser une demande d'information aux autorités administratives compétentes sur le territoire concerné, pour compléter les éléments fournis dans un signalement. La commission peut décider de saisir le ou les ministres compétents, soit directement soit après avoir obtenu les informations complémentaires des autorités compétentes, afin de recommander une investigation approfondie ou la mise en œuvre de mesures visant à mettre fin à une situation.
Enfin, la commission peut décider d'un classement sans suite, si le signalement ne relève pas des missions de la cnDAspe ou que les éléments fournis ne justifient pas une saisine. Dans tous les cas, la commission veille à préserver la confidentialité sur l'identité du déclarant et des autres parties concernées.

### Désactivation du système d'alerte par le ministère de la transition écologique
En 2024, cette commission indépendante alerte sur sa propre situation  : elle ne peut plus recevoir ni saisine ni signalement par le site en ligne, désactivé par le ministère de la transition écologique. Ce ministère invoque une « récente réforme européenne et la loi dite Waserman » de 2022 sur les lanceurs d’alerte, dont le décret d’application liste les autorités habilitées à traiter les alertes. Le CNDASPE ne figurant pas sur cette liste, il ne fait plus partie, pour le ministère des institutions habilitées à recevoir les signalements des lanceurs d’alerte. Le ministère considère plus légitime d'autres organismes, par exemple pour les alertes sur un élément de l'environnement, il met en exergue un de ses services, l'Inspection générale de l'environnement et du développement durable. Mais pour le président de la cnDAspe, l'indépendance vis-à-vis de l'administration dans la prise en compte des alertes est impérative, et « cette prise de contrôle par l’administration de l’alerte citoyenne en matière de santé et d’environnement constitue une atteinte à la liberté d’expression et au droit d’alerte de nos concitoyens ».

#### Sur les lanceurs d'alertes
- Lanceur d'alerte
- Loi Sapin II
- Défenseur des droits
- Maison des lanceurs d'alerte

#### Autres
- Ethique appliquée
- Santé environnementale
- Charte de l'environnement (France)
- Droit de l'environnement
- Risque phytosanitaire
- Politique de santé en France
- Comité de la prévention et de la précaution
- Principe de précaution